# Zaprionus enoplomerus
Zaprionus enoplomerus är en tvåvingeart som beskrevs av Chassagnard 1988. Zaprionus enoplomerus ingår i släktet Zaprionus och familjen daggflugor. Inga underarter finns listade i Catalogue of Life.